# アヤビエ即完音源集
『アヤビエ即完音源集』（アヤビエそっかんおんげんしゅう）は、日本のヴィジュアル系バンド、アヤビエのベストアルバム。2005年3月21日に発売された。

## 概要
- 今まで発売してきた音源（自主制作は除く）と、新曲2曲を入れたベストアルバム。
- CD＋DVDの2枚組。DVDには「台形」と「ミザリィインザダスク」のPVが収録されている。

## 収録曲
- 【CD】

1. しこさほこ
  - 作詞・作曲：涼平
  - デビューシングル「貯水槽より、三人」1曲目。
2. マゾチ「三月に観た夢の再構成」
  - 作詞・作曲：涼平
  - 「ゴシックパーティー」2曲目。
  - 裏ジャケットに表記されているタイトルは「マゾチ－三月に観た夢の再構成－」である。
3. 合鍵
  - 作詞・作曲：葵
  - 「貯水槽より、三人」2曲目。
4. ミザリィインザダスク
  - 作詞・作曲：涼平
  - DVD「台形/ミザリィインザダスク」2曲目。
  - この曲は、涼平が彩冷える（アヤビエ）以前に活動していたセッションバンド暴君会議で発表した曲の再録である（暴君会議のバージョンでは涼平がボーカルを務めていた）。
5. 景
  - 作詞・作曲：葵
  - 新曲。
6. 圧縮-ロール
  - 作詞・作曲：涼平
  - 「貯水槽より、三人」3曲目。
  - タイトルが「ビッツ-圧縮-ロール」から「圧縮-ロール」変更されている他、歌詞カードも「バッハのドッペル流れる店内」という部分が「バッハ（ベーアーツェーハー）のドッペル流れる店内」に変更されている。
7. 台形の底に溜まった、半透明の澱に顔を長く漬け込みすぎました。
  - 作詞・作曲：涼平
  - DVD「台形/ミザリィインザダスク」1曲目。
8. 南極
  - 作詞・作曲：涼平
  - 「ゴシックパーティー」3曲目。
  - 曲自体はゴシックパーティーに収録されたもの同一だが、歌詞カードの表記がところどころ異なり、特にラストは「赤い花は、枯れるまで、頭から外しません。」という部分が消されている代わりに解説文のようなものが追加されている。
9. ツェッペ氏、食べる。
  - 作詞・作曲：涼平
  - 新曲。
10. ゴシックパーティー スピードセッション
  - 作詞・作曲：涼平
  - 「ゴシックパーティー」1曲目。

- 【DVD】

1. PV「台形の底に溜まった、半透明の澱に顔を長く漬け込みすぎました。」
2. PV「ミザリィインザダスク」